# Hermapterosciara duplicata
Hermapterosciara duplicata är en tvåvingeart som först beskrevs av Werner Mohrig och Boris Mamaev 1970.  Hermapterosciara duplicata ingår i släktet Hermapterosciara och familjen sorgmyggor. Inga underarter finns listade i Catalogue of Life.